# 阿倫達爾鎮區 (明尼蘇達州菲爾莫爾縣)
阿倫達爾鎮區（英語：Arendahl Township）是位於美國明尼蘇達州菲爾莫爾縣的一個行政鎮區。

## 地方資料
阿倫達爾鎮區的面積為92.64平方千米，當中陸地面積為92.35平方千米，而水域面積為0.29平方千米。根據2020年美國人口普查的數據，當地共有人口303人，而人口密度為每平方千米3.27人。